# Arado Ar 67
L'Arado Ar 67 est un prototype d'avion de chasse allemand de l'entre-deux-guerres.
Premier appareil réalisé chez Arado par Walter Blume, ce biplan monoplace fut développé parallèlement avec l’Ar 68 afin de fournir à la Luftwaffe un successeur à l’Ar 65. Sorte de version allégée et plus petite de l'Ar 65, cet appareil de construction mixte se distinguait par la présence d'ailerons au plan supérieur et de volets de courbure au plan inférieur et l'introduction d'une gouverne de direction dont la forme caractéristique allait devenir caractéristique des productions Arado.
Le prototype prit l'air fin 1933, entraîné par un moteur en ligne Rolls-Royce Kestrel VI de 640 ch. Il fut rapidement abandonné au profit de l'Ar 68 malgré ses 340 km/h, probablement surtout en raison de sa motorisation importée.